# Oselna, Vrața
Oselna (în bulgară Оселна) este un sat în comuna Mezdra, regiunea Vrața,  Bulgaria. 

## Demografie
Componența etnică a satului Oselna
     Bulgari (83,08%)
     Nicio identificare (16,91%)
     Altele (0%)
La recensământul din 2011, populația satului Oselna era de 473 locuitori. Din punct de vedere etnic, majoritatea locuitorilor (83,08%) erau bulgari. Pentru 16,91% din locuitori nu este cunoscută apartenența etnică.